# Клисенко Марта Архипівна
Клисенко Марта Архипівна (нар. 8 березня 1925, м. Старобільськ, нині Луганської області) — український хімік, кандидат хімічних наук (1953), доктор біологічних наук (1971), професор (1976).

## Життєпис
Народилася 8 березня 1925 року у місті Старобільск.
Марта Клисенко у 1947 році з відзнакою закінчила хімічний факультет Львівський державний університет ім. Івана Франка за спеціальністю фізична хімія.
Потім навчалась в аспірантурі та захистила дисертацію в Інституті фізичної хімії імені Л. В. Писаржевського АН УРСР.
Починаючи з 1953 року працювала в Київському інституті гігієни праці та професійних захворювань міністерства охорони здоров'я УРСР у Києві (з перервою). У 1960—1965 роках вона обіймала посаду завідувачки фізико-хімічної лабораторії.
У 1964 році Марта Клисенко перейшла до ВНДІ гігієни і токсикології пестицидів, полімерів і пластичних мас. Чверть століття (до 1989 року) вона працювала завідувачкою хімічного відділу лабораторії аналітичничної хімії пестицидів.
У 1989 році 64-річна вчена повернулась Інституту медицини праці Академії медичних наук УРСР, де працювала провідною науковою співробітницею.

## Наукова діяльність
Марта Клисенко займалась дослідженнями з аналітичної хімії пестицидів, гігієни, токсикології, екології.
Вчена стала першою в Україні, кому було присвоєне наукове звання старший науковий співробітник за спеціальністю «Промислово санітарна хімія».
Завдяки її ініціативі в практику санітарно-хімічних, токсиколого-гігієнічних досліджень були впроваджені нові фізико-хімічні методи, в першу чергу хроматографічні, що відкрило нові можливості в оцінці небезпечності пестицидних препаратів.
Завдяки Марті Клисенко в практику аналітічнкої хімії пестицидів в СРСР було запроваджений метод високоефективної рідинної хроматографії, без якого визначення остаточності кількостей багатьох пестицидних препаратів було б практично неможливим.
Науковиця запропонувала систему аналітичного контролю вмісту залишків пестицидів у сільсько-господарській продукції, продуктах харчування, біологічних середовищах, об'єктах довкілля.
У 1963 році вона стала членом методичної комісії з промислово-санітарної хімії при проблемній комісії Академії медичних наук СРСР «Наукові основи гігієни праці та професійної патології». У тому ж році вона була затверджена Комітетом з вивчення і регламентації отрутохімікатів при Державній санітарній інспекції СРСР науковим керівником теми «Розробка методів визначення залишкових кількостей отруто-хімікатів в продуктах харчування» плану наукових робіт РЕВ. У 1964 році її делегували для
участі в роботі комісії залишкових кількостей отрутохімікатів у продуктах харчування Європейської організації захисту рослин (ЄОЗР).
Протягом багатьох років вона багаторазово представляла Україну і СРСР в різних комісіях Всесвітньої організації охорони здоров'я, координувала міжнародне співробітництво в галузі розробки та уніфікації методів визначення мікрокількостей пестицидів у країнах — членах Ради Економічної Взаємодопомоги, обиралася титулярним членом Міжнародного союзу з чистої і прикладної хімії (ІЮПАК).
За роки роботи у Всесоюзному науково-дослідному інституті гігієни і токсикології пестоцидів, полімерів і пластичних мас МОЗ СРСР (1965 1989 рр.) Мартою Клисенко була створена лабораторія, яка стала науковим центром аналітичної хімії пестицидів в СРСР. Зосереджувалась увага на розробці теоретичних питань хроматографічної поведінки пестицидів різної хімічної природи, зв'язку їх молекулярної
структури з біологічною актвністю, поведінкою у навколишньому середовищі і організмі.
У цій лабораторії пройшли навчання багато сотень специалістів різних відомств СРСР, а також країн колишньої соцілістічної співдружності.
Марта Клисенко стала доктором біологічних наук за спеціальністю «гігієна і професійні захворювання», а також професор з «аналітичної хімії».
Наукова школа з аналітичної хімії пестицидів, створена Мартою Клисенко, налічує понад 30 кандидатів і докторів наук, які
плідно працювали раніше, і працюють дотепер в Україні, Азербайджані, Вірменії, Грузії, Казахстані, Молдові, Німеччині, Росії, США та країнах Близького Сходу.

### Наукові публікації
Марта Клисенко — авторка понад 400 наукових публікацій, 9 монографій.
За редакцією Марти Клисенко тричі видано двотомний довідник «Методы определения микроколичеств пестицидов в продуктах питания, кормах и внешней среде» (Москва, 1977; 1983; 1992). Вона також брала участь в укладанні «Довідника вибраних термінів з пестицидів в аналітичній хімії, екогігієні, токсикології та агроекології» (Київ, 2003; українською, російською та англійською мовами).

## Нагороди та відзнаки
- Державна премія України в галузі науки і техніки (2010).
- орден «Трудового Красного Знамени» (1976),
- дві медалі (1970, 1982),
- Знак «Отличник здравоохранения» (1972),
- Почесні грамоти Академіх медичних наук України, МОЗ СРСР та МОЗ України,
- стипендія видатного діяча науки від Президента України (1999, 2003)[3].

## Список використаної літератури
- Определение малых количеств ядохимикатов в воздухе, продуктах питания, биологических и других средах: Практ. руководство. К., 1964; Химический анализ микроколичеств ядохимикатов. Москва, 1972;
- Определение остаточных количеств пестицидов. К., 1983;
- Аналітична хімія залишкових кількостей пестицидів: Навч. посіб. К., 1999 (усі — співавт.).